# 芒努斯·安德松 (手球运动员)
芒努斯·安德松（瑞典語：Magnus Andersson，1966年5月17日—），瑞典男子手球运动员。他曾代表瑞典参加1992年、1996年和2000年夏季奥林匹克运动会手球比赛，获得三枚银牌。